# Schädliche Störung (Funktechnik)

EM-Strahlung

Schädliche Störung (englisch harmful interference) ist die Störung, welche die Abwicklung des Verkehrs einer Navigationsfunkstelle oder bei anderen Sicherheitsfunkdiensten gefährdet oder den Verkehr bei einem Funkdienst, der in Übereinstimmung mit der VO Funk wahrgenommen wird, ernstlich beeinträchtigt, ihn behindert oder wiederholt unterbricht.
Die VO Funk kategorisiert Störungen wie folgt:
(Funk)Störung
- Zulässige Störung
- Hingenommene Störung
- Schädliche Störung